# Canton de Lisle
Le canton de Lisle est un ancien canton français du département de la Dordogne. Il faisait partie du district de Perigueux et avait pour chef-lieu Lisle.

## Historique
Le canton de Lisle est l'un des cantons de la Dordogne créés en 1790, en même temps que les autres cantons français. Il est rattaché au district de Perigueux jusqu'en 1795, date de suppression des districts.
Lorsque ce canton est supprimé par la loi du 8 pluviôse an IX (28 janvier 1801)  portant sur la « réduction du nombre de justices de paix », ses communes sont alors réparties sur trois cantons dépendant de l'arrondissement de Périgueux :
- le canton de Brantôme (Biras, Bussac, Lisle) ;
- le canton de Grignols (La Chapelle-Gonaguet), Mensignac) ;
- le canton de Périgueux (Andrivaud-et-Merlande).

## Composition
- Andrivaud et Merlande[2] à partir de 1795 (communes de Merlande et d'Andrivaux de 1790 à 1795)
- Birac[3]
- Bussac[4]
- La Chapelle Gouagnet[5]
- Lisle[1]
- Meusignac[6]